# Kľúčovec
Kľúčovec, ungarisch Kulcsod (bis 1948 slowakisch „Kulcsod“) ist eine Gemeinde im Südwesten der Slowakei mit 345 Einwohnern (Stand 31. Dezember 2024). Sie gehört zum Okres Dunajská Streda, einem Teil des Trnavský kraj.

## Geographie

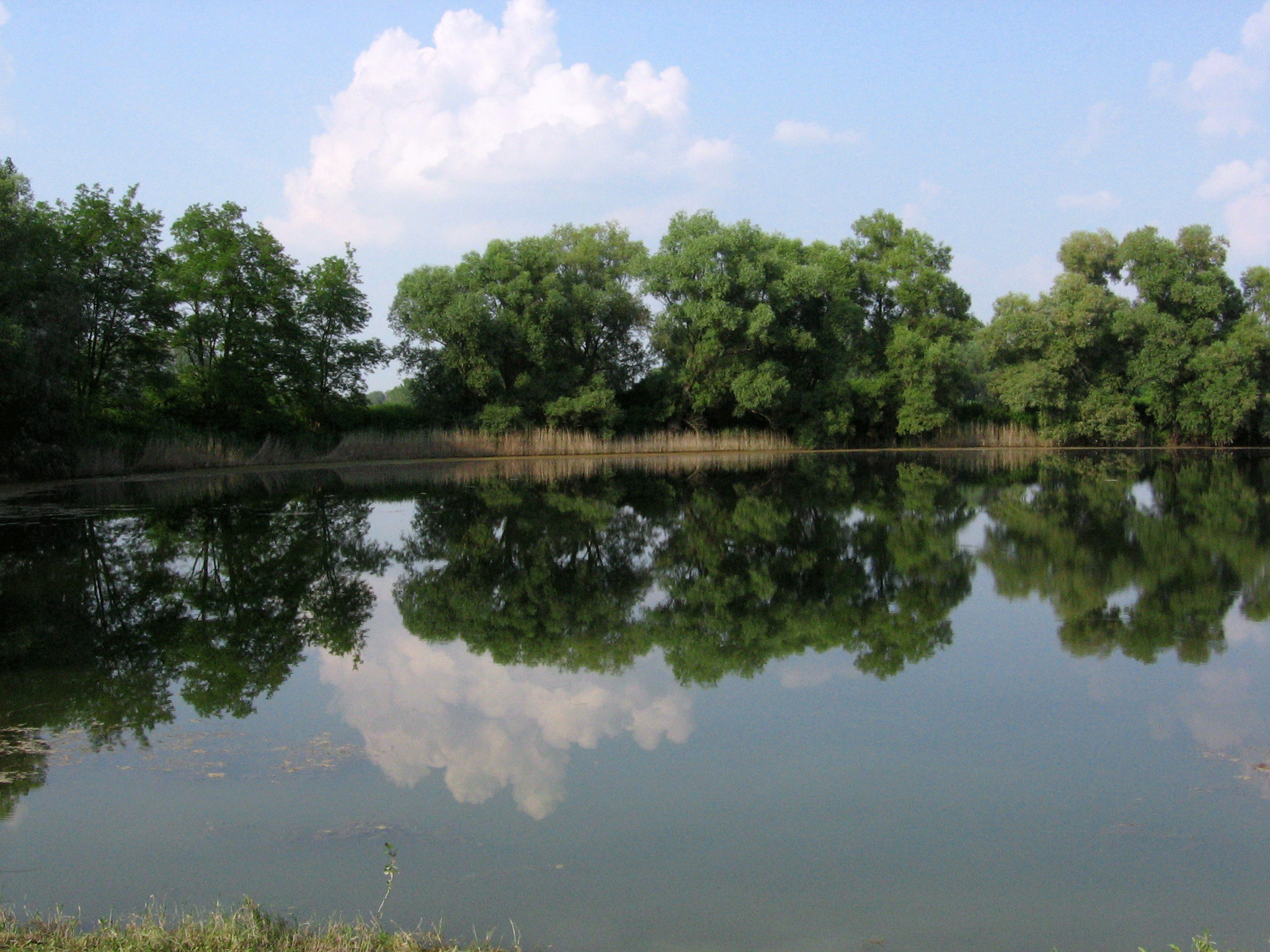
Landschaft bei Kľúčovec

Die Gemeinde befindet sich im Südteil der Großen Schüttinsel, einem Teil des slowakischen Donautieflands. Durch das Gemeindegebiet fließt der Bach Čiližský potok, der Kanal Čalovský kanál sowie weiter südlich die Donau, die hier zugleich die Staatsgrenze zu Ungarn bildet. Auwälder wachsen nur noch nahe der Donau. Das Ortszentrum liegt auf einer Höhe von 114 m n.m. und ist neun Kilometer von Veľký Meder, 20 Kilometer von Győr (H) sowie 29 Kilometer von Dunajská Streda entfernt.
Nachbargemeinden sind Čiližská Radvaň im Norden, Číčov im Osten, Nagybajcs (H) im Süden und Medveďov im Westen.

## Geschichte

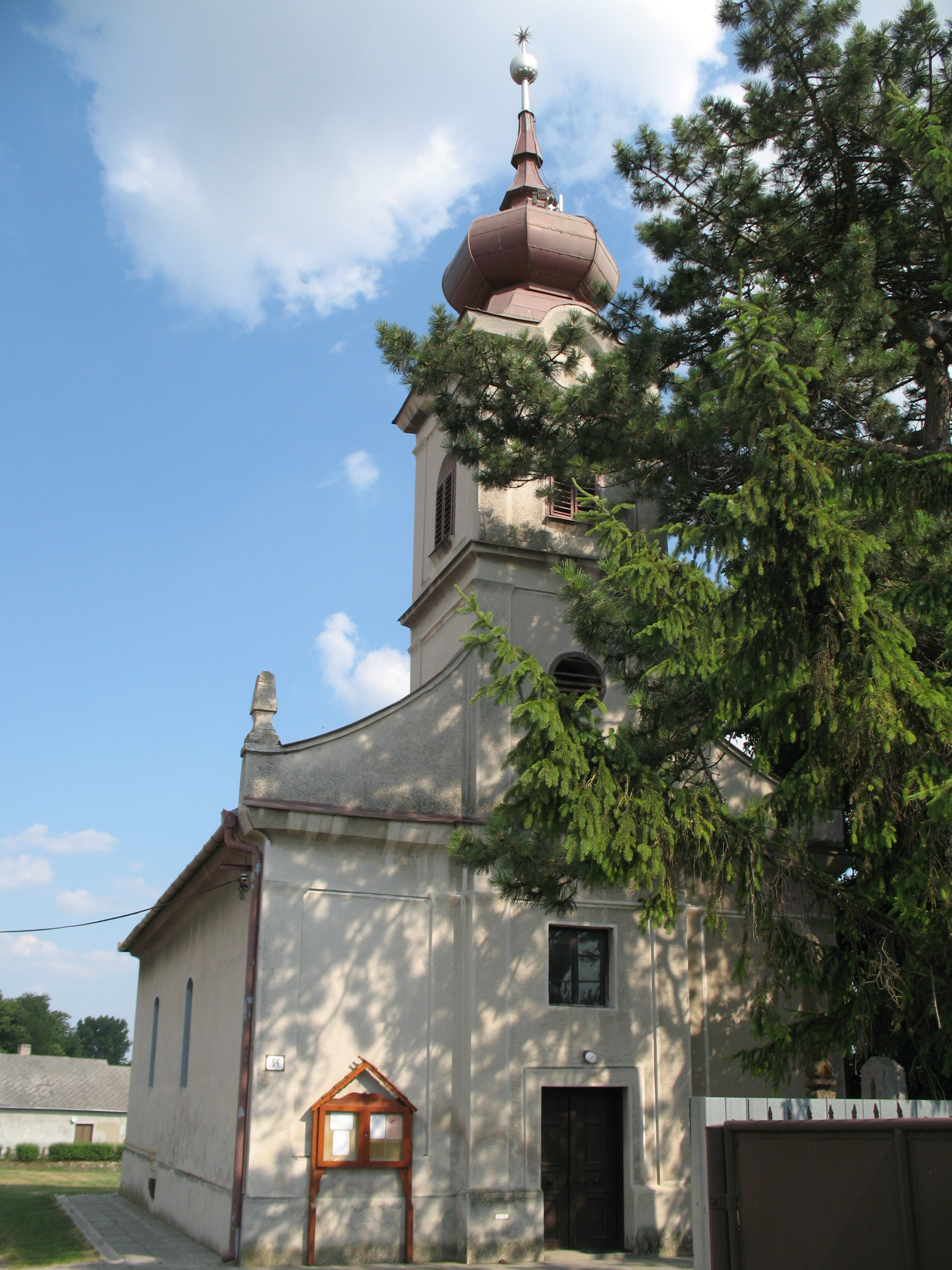
Reformierte Kirche im Ort

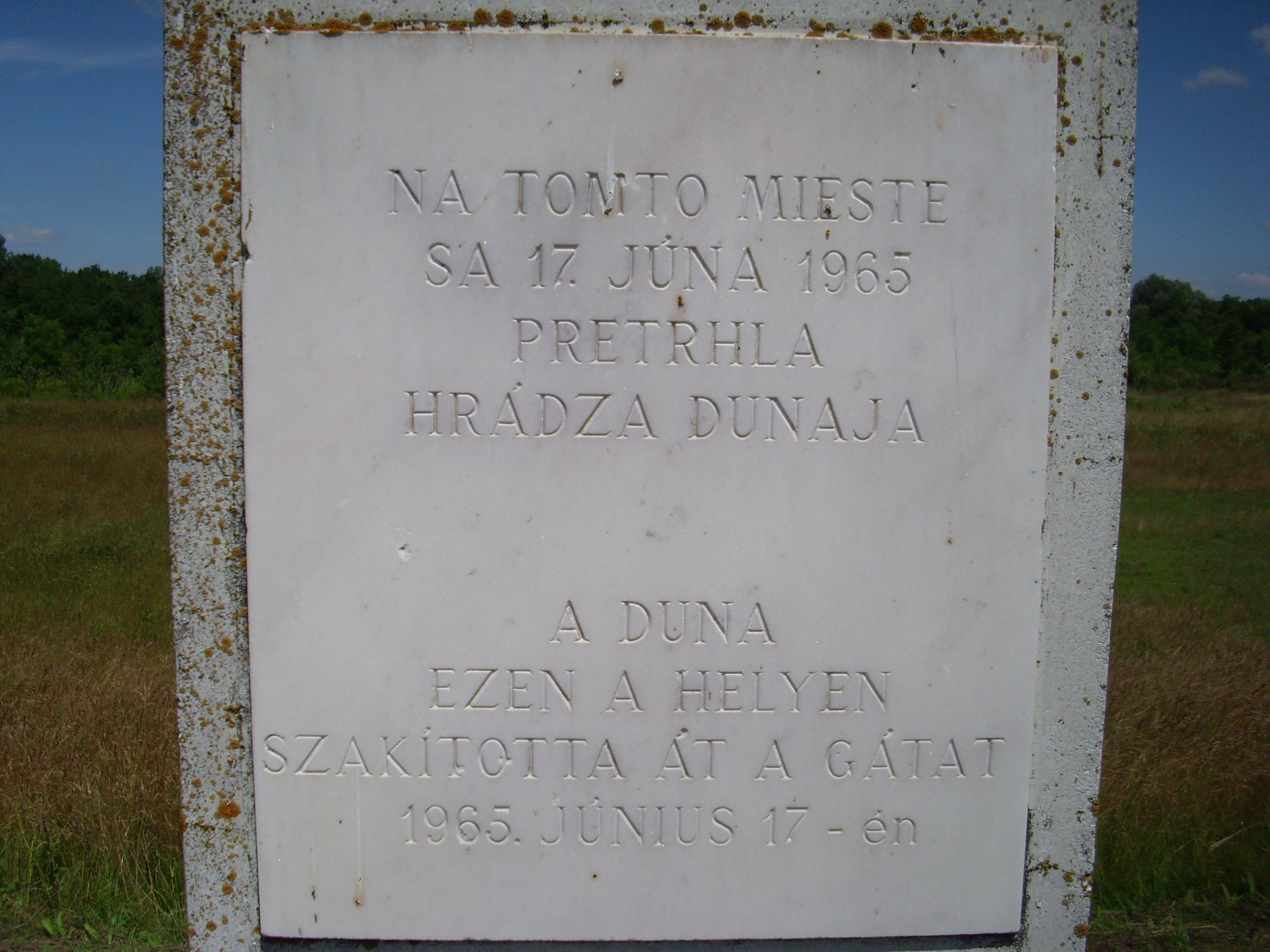
Gedenktafel an der Stelle des Deichbruchs am 17. Juni 1965

Der Ort wurde zum ersten Mal 1252 als Kwlchud schriftlich erwähnt, als Béla IV. den Ort an das Prämonstratenserkloster in der Turz schenkte. 1268 wird die Ortschaft bereits als Teil des Herrschaftsguts der Burg Komorn geführt und wechselte 1535 zum Besitz der Erzabtei Pannonhalma, der bis zur Abschaffung der Leibeigenschaft im Jahr 1848 andauerte. 1828 zählte man 41 Häuser und 285 Einwohner. Hochwasser von 1876 und 1880 beschädigten weite Teile von Kulcsod; als Folge wurde der Donau-Hochwasserschutz ausgebaut.
Bis 1919 gehörte der im Komitat Raab liegende Ort zum Königreich Ungarn und kam danach zur Tschechoslowakei beziehungsweise heute Slowakei. 1938–45 lag er aufgrund des Ersten Wiener Schiedsspruchs noch einmal in Ungarn.
Am 17. Juni 1965 kam es zu einem katastrophalen Deichbruch (Donauhochwasser 1965), wodurch Kľúčovec sowie der Ostteil der Großen Schüttinsel unter Wasser standen. Das Hochwasser forderte zwar keine Menschenopfer, es wurde jedoch eine Hälfte des Dorfes vollkommen zerstört. Dank einer weiträumigen Hilfsleistung aus der ganzen Tschechoslowakei wurde der Großteil des Ortes bis zum Jahresende wieder aufgebaut und bewohnbar.

## Bevölkerung
| Jahr                | 1994 | 2004    | 2014    | 2024    |
| ------------------- | ---- | ------- | ------- | ------- |
| Anzahl der Personen | 359  | 387     | 365     | 345     |
| Unterschied         |      | +7,79 % | −5,68 % | −5,47 % |

| Jahr                | 2023 | 2024    |
| ------------------- | ---- | ------- |
| Anzahl der Personen | 348  | 345     |
| Unterschied         |      | −0,86 % |

Nach der Volkszählung 2011 wohnten in Kľúčovec 368 Einwohner, davon 344 Magyaren, 16 Slowaken und ein Tscheche. Ein Einwohner gab eine andere Ethnie an und sechs Einwohner machten keine Angabe zur Ethnie. 299 Einwohner bekannten sich zur reformierten Kirche, 44 Einwohner zur römisch-katholischen Kirche, zwei Einwohner zur altkatholischen Kirche sowie jeweils ein Einwohner zur Bahai-Religion, zur Evangelischen Kirche A. B. und zur griechisch-katholischen Kirche. Acht Einwohner waren konfessionslos und bei 12 Einwohnern wurde die Konfession nicht ermittelt.

## Bauwerke
- reformierte Kirche im klassizistischen Stil aus dem Jahr 1847, 1885 umgebaut